# Colonia Tapé Porã
Colonia Tapé Porã, más conocida como Cruce Itakyry (Barro Blanco), es una colonia dividida entre el Distrito de Itakyry (Paraguay) y el Distrito de Mbaracayú (Paraguay) en el Departamento Alto Paraná. Se ubica en el cruce que conduce a ambas ciudades.

## Educación
La Colonia Tapé Porã cuenta con el Colegio Nacional Barro Blanco (N.º 11.182), Colegio Nacional Emiliano R. Fernández (N.º 1904), Colegio Privado Cesar Vallejos, el Colegio Privado Nuestra Señora de Betharram, así como una filial de la Universidad Nacional del Este (UNE), conocida con el nombre de Escuela Superior de Educación Cruce Itakyry (E.S.E.C.I.), cuyas carreras habilitadas son Ingeniería Agronómica y Contabilidad. .

## Policía
La Colonia Tapé Porã cuenta con el Destacamento Policial N.º 2 de la Policía Nacional.

## Proyecto M.O.P.C.
El Ministerio de Obras Públicas y Comunicaciones prevé el asfaltado de la Ruta Troncal II, una carretera de 57 km que une Colonia Tapé Porã (Trocal II) hasta Puerto Indio, sobre el lago de Itaipú. Dicho asfaltado beneficiará directamente al municipio de Mbaracayú, y a las Colonias Gleba 3, Gleba 5, J. Eulogio Estigarribia, General Díaz (km 42), Bella Vista, San Carlos, Yacaré Valija y San Miguel. 
- Datos: Q5777879